# Papaipema vaha
Papaipema vaha là một loài bướm đêm trong họ Noctuidae.